# فرنسيس بروك
فرنسيس بروك (2 أكتوبر 1884 - 20 يونيو 1960) (بالإنجليزية: Francis Brooke)‏ هو لاعب كريكت بريطاني (وحمل سابقاً جنسية المملكة المتحدة لبريطانيا العظمى وأيرلندا). لعب مع Europeans cricket team ‏.